# Kalle Kultala
Kaarlo Erik (Kalle) Kultala, född 18 augusti 1924 i Helsingfors, död 2 november 1991 i Helsingfors, var en finländsk fotograf.
Kalle Kultala växte upp på Kronohagen i Helsingfors. Vintern 1943 ryckte han in i militärtjänst och deltog i kriget. Från 1944 arbetade han som professionell fotograf på Bildbyrå Finlandia Foto och 1946–1949 på bildbyrån Poutiainen Oy. Han var Oy Strömberg Ab:s första heltidsfotograf 1949–1950 och därefter bildjournalist på tidskriften Kuluttaja 1950–1957. Han var teknisk direktör på Lehtikuva Oy 1957-1963, och därefter arbetade han som frilansfotograf.
Kultala donerade ett bibliotek med över 200.000 negativ till Finlands fotografiska museum.
Han fick Pro Finlandia-medaljen 1988. 

## Biografi
- Kohtalona Kekkonen ("Som löjtnant Kekkonen"), Tammi, Helsingfors 1980
- Jännittävä Koivisto ("Spännande Koivisto"), Tammi, Helsingfors 1983
- Kuvien palvelija ("Tjänsten på bilderna"), Tammi, Helsingfors 1985